# 해적 (1948년 영화)
해적(The Pirate)은 미국에서 제작된 빈센트 미넬리 감독의 1948년 모험, 코미디, 뮤지컬, 멜로/로맨스 영화이다. 주디 갈랜드 등이 주연으로 출연하였고 아서 프리드 등이 제작에 참여하였다.

## 출연

### 주연
- 주디 갈랜드
- 진 켈리

### 조연
- 발터 슬레작
- 글래디스 쿠퍼
- 레지날드 오웬
- 조지 주코
- 파야드 니콜라스
- 해롤드 니콜라스
- 레스터 앨런
- 메리 조 엘리스
- 진 딘
- 벤 레시
- 제리 버겐
- 롤라 알브라이트
- 앤 벡
- 올리버 블레이크
- 휘튼 챔버스
- 조지 챈들러
- 브루스 카울링
- 피터 쿠사넬리
- 윌리엄 에드먼즈
- 수젯 하빈
- 제인 하워드
- 폴 맥시
- 질 메러디스
- 지미 페이지
- 딕 시몬스
- 디 터넬
- 이렌느 버넌
- O.Z. 화이트헤드
- 마리 윈드서

## 제작진
- 원작자: 새뮤얼 베어먼
- 세트: 에드윈 B. 윌리스